# MAXIMIZER 〜Decade of Evolution〜
『MAXIMIZER 〜Decade of Evolution〜』（マキシマイザー ディケイド オブ エボリューション）は、JAM Projectの2枚目のオリジナルアルバム。2010年6月9日にLantisから発売された。

## 概要
前作『SEVENTH EXPLOSION 〜JAM Project BEST COLLECTION VII〜』から約7ヶ月ぶりのリリースであり、2010年2作目の作品。また、オリジナルアルバムとしては前作『JAM FIRST PROCESS』から約8年3ヶ月ぶりのリリース。
JAM Projectの2枚目のオリジナルアルバム。ベストアルバムは7作リリースしているがオリジナルアルバムとしては2枚目のアルバムとなる。
結成10周年を記念して制作されたアルバムで、アルバムの楽曲は、JAM Projectのメンバーが作詞、作曲を担当しており、「完全オリジナルアルバム」という言葉が使われている。
アルバムのレコーディングは日本、ロサンゼルスで行われており、MAXIMIZERのPVはロサンゼルスで撮影された。メンバーとスタッフがロサンゼルスで活動している状況の映像はKI・ZU・NA 〜10th Anniv. Ver.〜のイメージビデオに収録されている。
また、余談だが火の鳥は初めての全員が作詞・作曲した作品である。

## 批評
CDジャーナルは、「ネオプログレッシヴハードを基調としたドラマティックサウンドを展開している。コンセプト作風ロック絵巻のような作品になっており、内容は重迫力に満ちたピュアロック作である。」と批評した。

## 収録曲
1. MAXIMIZER [5:44]
作詞・作曲：影山ヒロノブ、編曲：IKUO、寺田志保
  - テレビ東京系『アニソ〜ンぷらす』2010年6月度オープニングテーマ
2. Elements [4:19]
作詞：奥井雅美、作曲：影山ヒロノブ、編曲：安瀬聖
3. SAMURAI SOULS [4:55]
作詞・作曲：影山ヒロノブ、編曲：IKUO
4. ReBirth of Dream [4:56]
作詞：奥井雅美、作曲：きただにひろし、編曲：鈴木マサキ
5. 火の鳥 [8:16]
作詞：奥井雅美、遠藤正明、きただにひろし、影山ヒロノブ、作曲：福山芳樹、編曲：安瀬聖
6. REAL BLACK HOLE 〜Break through〜 [4:47]
作詞・作曲：奥井雅美、編曲：菊田大介（Elements Garden）
7. Shining blaze [4:49]
作詞・作曲：影山ヒロノブ、編曲：IKUO
8. Nightmare [5:31]
作詞・作曲：きただにひろし、編曲：三宅博文
9. I LOVE YOU [3:44]
作詞・作曲・編曲：福山芳樹
10. DESTINY 〜from USA〜 [4:15]
作詞：奥井雅美、作曲：きただにひろし、編曲：TOM KEANE
11. Always be with you [4:45]
作詞・作曲：影山ヒロノブ、編曲：栗山善親、寺田志保
12. KI・ZU・NA 〜10th Anniv. Ver.〜 [6:09]
作詞：影山ヒロノブ、松本梨香、作曲：影山ヒロノブ、編曲：TOM KEANE

## 参加ミュージシャン
- Guitars: SUNAO(#1, 3)、横関敦(#2, 8)、鈴木マサキ(#4)、松尾洋一(#5, 11)、加納望(#6)、柴崎浩(#7)
- Guitar Solo: 高崎晃(#4)
- Electric Guitar: MICHAEL LANDAU (#10)
- Bass: IKUO(#1, 3, 7)、村上聖(#4, 5, 11)、三宅博文(#8)
- Keyboards: 寺田志保(#1, 11)、安瀬聖(#2, 5, )、TOM KEANE(#10, 12)
- Drums: ERIK ELDENIUS(#10)
- Organ: 井上俊次(#5)
- Synthesizer Programming: 栗山善親(#1, 3, 7, 11)、安瀬聖(#2, 5)、鈴木マサキ(#4)、菊田大介(#6)、三宅博文(#8)、TOM KEANE(#10, 12)
- Sound Effect Programming: 栗山善親(#8)
- Choir Arrangement: JOSEPH WILLIAMS, TOM KEANE (#12)
- Choir: JOSEPH WILLIAMS, DORIAN HOLLY, TERRY WOOD, GIGI WORTH, CLYDENE JACKSON, CARMEN TWILLEY, WENDY FRASER (#12)
- String Arrangement: DAVE CONNOR(#12)
- Violin: MARIA NEWMAN, MANCY ROTH, NINA EVTUHOV, EUN-MEE AHN, SONGA LEE, LISA DONDLINGER (#12)
- Viola: SCOTT HOUSFELD, ANDREW DUCKLES (#12)
- Cello: PAULA HOCHHALTER, DIEGO MIRALLES (#12)
- Acoustic Guitar: BRUCE WATSON (#12)